# Wolfhart Pannenberg
Wolfhart Pannenberg (Stettin, 1928. október 2. – München, 2014. szeptember 4.) német evangélikus teológus.
A modern teológia kiemelkedő alakja az Isten kinyilatkoztatásáról mint történelemről alkotott felfogásával, amely Jézus Krisztus történelemben megvalósuló feltámadására és Isten történelemben megvalósuló indirekt kinyilatkoztatásra épül. Ezzel a mind a protestáns, mind a katolikus teológusok számára a késő 20. századi teológia fontos alakjává vált, egyben a világi gondolkodók is széles körben foglalkoztak a tudományelméleti és természettudományos problémákra is választ nyújtó megközelítéseivel.

## Kezdeti évek

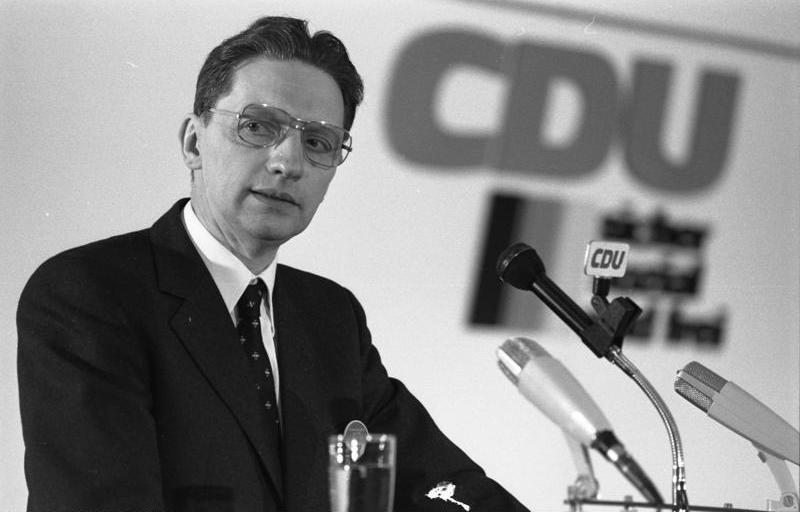
Pannenberg a Kereszténydemokrata Unió bonni konferenciáján tart előadást 1983-ban

A németországi Stettinben (ma Szczecin, Lengyelország) egy vámtisztviselő fiaként született. Apja foglalkozása miatt a család gyakran költözött. 1942-ben Pannenberg Berlinbe került. Gyermekként megkeresztelték ugyan, de nem keresztyénként nevelték szülei, mert annyira elidegenedtek a birodalmi befolyás alá kerülő egyháztól, hogy inkább elhagyták azt.
Egy önéletrajzi feljegyzésében Pannenberg megemlíti, hogy apja időnként aggódott amiatt, hogy fia a zene iránti szeretete miatt elhanyagolja az iskolába járást és a komoly tantárgyakkal való foglalkozást. A második világháború alatt Pannenberg 1944-ben, tizenhat évesen katona lett, 1945-ben pedig rövid ideig brit hadifogságban volt.
Tizenhét éves korában intenzív vallásos élményben volt része, amelyet később "fényélményének" nevezett. Az élmény megértésére törekedve kezdett el kutatni a nagy filozófusok és vallási gondolkodók műveiben. A középiskolai irodalomtanára, aki a második világháború idején a Hitvalló Egyház tagja volt, arra bátorította, hogy közelítsen a keresztyénséghez. Ez vezetett Pannenberg megtéréséhez, aki arra a következtetésre jutott, hogy a keresztyénség az elérhető legjobb vallási választás. Így került a teológusi pályára, amelyet 1947-ben kezdett meg.
Interdiszciplináris készségét mutatta, hogy egyszerre teológiai és filozófiai stúdiumot is folytatott. Ennek hatására vállalkozott Friedrich Nietzsche munkásságának kritikai vizsgálatára. Klaus Koschorke szerint Nietzsche keresztyénségről alkotott képe teljesen ellentmondott Pannenberg tapasztalatainak, ugyanis a középiskolai irodalomtanára a Nietzsche által bemutatott „keresztyén ember” szöges ellentéte volt.

## Tanulmányok
Pannenberg a teológiai és filozófiai tanulmányait Berlinben, Göttingenben, Heidelbergben és Bázelben végezte. A bázeli teológián Karl Barth tanítványa volt. Doktori disszertációját, amelyet 1953-ban nyújtott be, és amely egy évvel később jelent meg, Edmund Schlink témavezetésében Heidelbergben írta Duns Scotus predestinációtanáról. 1955-ös habilitációs értekezése az analógia és a kinyilatkoztatás kapcsolatával, konkrétan az analógia fogalmának az Isten megismeréséről szóló tanításban való megvitatásával foglalkozik, és – kiegészítésével – csak jóval később, 2007-ben jelent meg.
1956. július 8-án szentelték pappá a heidelbergi Szent Péter-templomban.

## Tudományos munkásság

### Ismeretelmélet és ökumenikus perspektíva
Pannenberg episztemológiai megközelítése, amelyet rövidebb esszéiben világosan kifejt, kulcsfontosságú teológiai munkássága szempontjából. Nagy hatással volt rá professzora Edmund Schlink, aki megkülönböztette az analóg igazság fogalmát, azaz a leíró igazságot vagy modellt, a doxológiai igazság fogalmától, azaz az Isten imádat immanens igazságától. Ezen logikai megkülönböztetés segítségével Schlink képessé vált a teológiában a doxológiai igazság kifejezésre, amely valójában emberi válasz Isten önkinyilatkoztatására. Schlinknek nagy szerepe volt abban is, hogy Pannenberg a teológiát, mint ökumenikus tudományt művelte, ugyanis az ökumené-központúság egész pályafutását átitatta. Ezt jól szemlélteti, hogy az ő témavezetésében doktori fokozatot szerző Friederike Nüssel lett később a heidelbergi Ökumenikus Intézet vezetője, valamint hogy Rendszeres teológiájának magyar fordítását a római katolikus teológus, Görföl Tibor készítette el.

### Történelem mint kinyilatkoztatás
Pannenberg kinyilatkoztatásról alkotott elméletét erősen meghatározza Karl Barth és Georg Wilhelm Friedrich Hegel, illetve a keresztyén és zsidó apokaliptika. A történelemnek mint evolúciós folyamatnak való hegeli felfogása, amelyben a Szellem és a szabadság kinyilatkoztatásra kerül, a „felülről” bekövetkező vertikális kinyilatkoztatás barthi elméletével ötvöződik nála. Miközben Pannenberg magának a történelemnek mint Isten kinyilatkoztatásának hegeliánus felfogását fogadja el, határozottan állítja, hogy Krisztus feltámadása proleptikus, elővételezett kinyilatkoztatása annak, ami a történelemben folyamatosan bontakozik ki.
Az 1961-ben megjelent Offenbarung als Geschichte című tanulmánygyűjteménye nyilvánvaló barthiánus vonatkozása ellenére mind a neo-orthodox, mind a liberális, bultmanniánus teológusok részéről meghatározóan ellenséges fogadtatásra talált. Ez a reakció meglepte Pannenberget és a tanulmánygyűjteménye szerzőtársait (Rolf Rendtorff, Trutz Rendtorff, Ulrich Wilkens). Árnyaltabb, inkább csak burkolt kritika érkezett – kortársától és mainzi kollégájától – Jürgen Moltmanntól, akinek a filozófiai gyökerei a baloldali hegeliánusoktól, Karl Marxtól és Ernst Blochtól eredtek, és ennek következtében inkább a reménység teológiáját hangsúlyozza, szemben a Pannenberg által javasolt prolepszis elmélettel, amely keresztyén perspektívából kíván a történelem kontingenciájára választ adni.

### Krisztológia
Pannenberg talán legismertebb műve a Grundzüge der Christologie, amelyben „alulról” építi fel a krisztológiát, azaz dogmatikai állításait a Názáreti Jézus életének és különösen feltámadásának kritikai vizsgálatából eredezteti, ahogy ez már a programadó munkájában az Offenbarung als Geschichtében is megjelent. Az „alulról” építkező krisztológia elutasítja a hagyományos khalkédoni „kettős természet” krisztológiáját, és inkább a feltámadás fényében dinamikusan, történeti-kritikai szempontok szerint vizsgálja Krisztus személyét. Ez a feltámadásra, mint Krisztus természetének megértésére való összpontosítás arra késztette Pannenberget, hogy megvédje a feltámadás történetiségét, és inkább az élő Krisztus tapasztalatát hangsúlyozza a khalkédoni dogmával szemben.

### Eszkatológia és időértelmezés
Pannenberg eszkatológiája elveti az időbeli folyamatok elsődlegességét az Új Teremtés során. Magát az időt a bűnös jelenkorhoz köti, ezért a múlt, jelen, jövő időkoordináták meghaladásával azok fölé helyezi az örök jelent; az idők végezetét pedig az Új Teremtésben kicsúcsosodó egységben látja összeforrni.
Pannenberg osztotta a teológiai kutatásait természettudományosan alátámasztó Frank J. Tipler amerikai matematikai fizikus Omega Pont elméletét is, amely az időről alkotott teológiai elképzelését a fizika aspektusából támasztotta alá.

### A homoszexualitás megítélése
Pannenberg hangos kritikusa volt a homoszexuális kapcsolatok egyházi megáldásának, ezt kifejezésre is juttatta, amikor a német evangélikus egyház, az Evangelische Kirche in Deutschland elfogadta és jóváhagyta az egynemű párok megáldását.
A kérdéssel kapcsolatban az volt a meggyőződése, hogy amelyik egyház a homoszexualitást elfogadhatónak tartja a bibliai kinyilatkoztatás talaján állva, és így a homoszexuális kapcsolatokat a házassággal egyenértékű személyes szerelmi kapcsolatnak ismeri el, az az egyház valójában már nem nyugszik biblikus alapokon, hanem szemben áll a Szentírás egyértelmű tanúságtételével.
Pannenberg meggyőződésében konzekvens maradt. Később, amikor az általa korábban elnyert magas állami kitüntetést, a Német Szövetségi Érdemkeresztet egy leszbikus aktivistának is odaítélték, tiltakozásul visszaadta érdemérmét.

### Összegzés

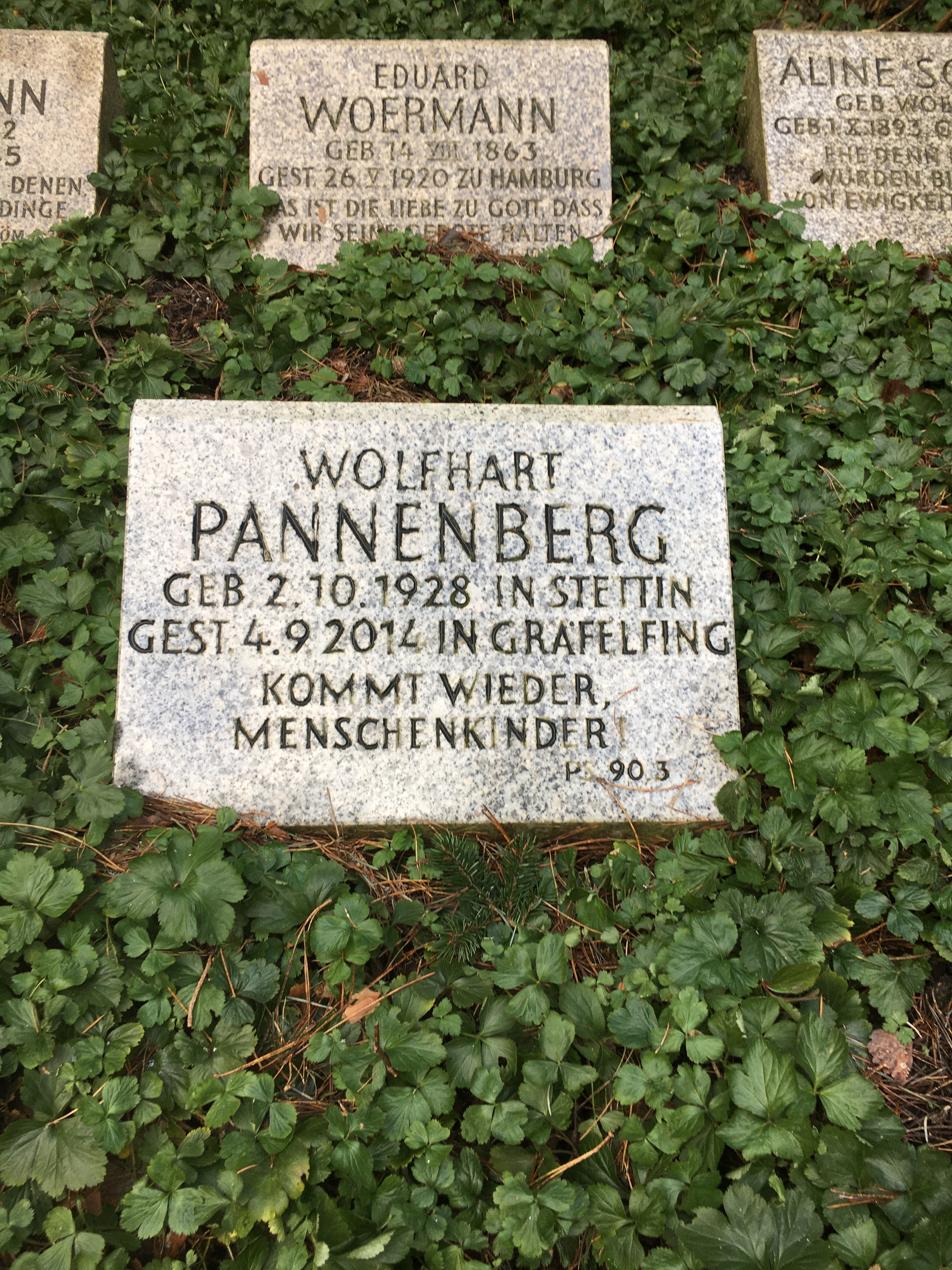
Pannenberg sírhelye a hamburgi Ohlsdorf temetőben

Pannenberg teológiai pályafutásának középpontjában a teológiának mint szigorú tudományos diszciplínának a megerősítése állt, amely képes a filozófiával, a történelemmel és mindenekelőtt a természettudományokkal való kritikus kölcsönhatásra.
Hitvallását így összegezte:
"A megfeszített Jézus, mint a feltámadott Úr, a világ reménysége."

## Tudományos tevékenység
1958 után Pannenberg több egyetemen is volt professzor. 1958 és 1961 között a wuppertali Kirchliche Hochschule Wuppertal rendszeres teológia tanára volt. 1961 és 1968 között az Evangelisch-theologische Fakultät mainzi karán tanított professzorként. Több egyetem vendégtanára is volt, így a Chicagói Egyetemé (1963), a Harvard Egyetemé (1966) és a Claremont School of Theology egyetemé (1967). 1968-tól a Lajos–Miksa Egyetem rendszeres teológia professzora lett. 1993-ban vonult nyugdíjba, 2014-ben, 85 éves korában halt meg.
Pannenberg egész pályafutása során termékeny író volt, a Lajos–Miksa Egyetem honlapján található publikációs oldal 645 tudományos publikációját tartotta számon 2008 decemberében.

## Tagságok és tudományos kapcsolatok
Pannenberget 1977-ben a Bayerische Akademie der Wissenschaften filozófiai-történeti tanszék rendes tagjává választották. Intenzív kapcsolatot tartott fenn különböző akadémiai intézményekkel az Egyesült Államokban, Nagy-Britanniában és Olaszországban, valamint a madridi Universidad Pontificia Comillas egyetemmel. Pannenberg 1998-ig a protestáns és katolikus teológusok ökumenikus munkacsoportjának tudományos igazgatója volt.

## Díjak és kitüntetések
1972: A University of Glasgow díszdoktora.
1977: a Manchesteri Egyetem tiszteletbeli doktora.
1979: a dublini Trinity College tiszteletbeli doktora.
1987: Német Szövetségi Érdemkereszt I. osztály (1997-ben visszaadta).
1993: a St. Andrews-i Egyetem tiszteletbeli doktora.
1993: Bajor Katonai Érdemrend
1995: Bajor Tudományos és Művészeti Maximilián-rend
1999: a Comillasi Pápai Egyetem tiszteletbeli doktora.
2008: a kolozsvári Babeș-Bolyai Tudományegyetem díszdoktora.

## Művei (válogatás)
- Die Prädestinationslehre des Duns Skotus im Zusammenhang der scholastischen Lehrentwicklung. Forschungen zur Kirchen- und Dogmengeschichte 4. Vandenhoeck & Ruprecht, Göttingen, 1954 (Dissertation)
- (Hrsg.:) Offenbarung als Geschichte. Kerygma und Dogma Beiheft 1. Vandenhoeck & Ruprecht, Göttingen (1961) 5. Aufl. 1982 (engl.: Revelation as History, 1968)
- Grundzüge der Christologie. (1964) 7. Aufl. Mohn, Gütersloh, 1990; ISBN 3-579-04014-6 (engl.: Jesus — God and Man, 1968)
- Reformation zwischen gestern und morgen. Aspekte moderner Theologie 7. Mohn, Gütersloh, 1969
- Theologie und Reich Gottes. Mohn, Gütersloh, 1971; ISBN 3-579-04096-0
- Christentum und Mythos. Späthorizonte des Mythos in biblischer und christlicher Überlieferung. Mohn, Gütersloh, 1972; ISBN 3-579-04228-9
- Gegenwart Gottes. Predigten. Claudius Verlag, München, 1973; ISBN 3-532-61128-7
- Wissenschaftstheorie und Theologie. (1973) stw 676. Suhrkamp, Frankfurt a. M., 1987; ISBN 3-518-28276-X (engl.: Theology and the Philosophy of Science, 1976)
- Ethik und Ekklesiologie. Gesammelte Aufsätze. Vandenhoeck & Ruprecht, Göttingen, 1977; ISBN 3-525-56139-3
- Die Bestimmung des Menschen. Menschsein, Erwählung und Geschichte. Kleine Vandenhoeck-Reihe 1443. Vandenhoeck & Ruprecht, Göttingen, 1978; ISBN 3-525-33423-0
- Gottesgedanke und menschliche Freiheit. (1974) 2. Aufl. Vandenhoeck & Ruprecht, Göttingen, 1978; ISBN 3-525-01605-0
- Grundfragen Systematischer Theologie. Gesammelte Aufsätze. Vandenhoeck & Ruprecht, Göttingen, 1967/1980 (Band 1: 1967. 2. Aufl. 1971; ISBN 3-525-58141-6; Band 2: 1980; ISBN 3-525-58142-4)
- Gottebenbildlichkeit als Bestimmung des Menschen in der neueren Theologiegeschichte. Sitzungsberichte / Bayerische Akademie der Wissenschaften: Philosophisch-Historische Klasse, 1979, 8. Verl. der Bayerischen Akad. der Wiss., München, 1979; ISBN 3-7696-1501-8 zur Online-Version
- Christliche Spiritualität. Theologische Aspekte. Kleine Vandenhoeck-Reihe 1519. Vandenhoeck & Ruprecht, Göttingen, 1986; ISBN 3-525-33522-9
- (Hrsg.) mit Karl Lehmann (Hrsg.): Teil: 1. Rechtfertigung, Sakramente und Amt im Zeitalter der Reformation und heute, (= Ökumenischer Arbeitskreis Evangelischer und Katholischer Theologen (Hrsg.), Lehrverurteilungen – kirchentrennend?, Teil 1), (= Dialog der Kirchen, Band 4), 3. Auflage 1988 Freiburg, 1988, ISBN 3-451-20849-0 und ISBN 3-525-56925-4
- Christentum in einer säkularisierten Welt. Herder, Freiburg i. Br., 1988; ISBN 3-451-21244-7
- Metaphysik und Gottesgedanke. Kleine Vandenhoeck-Reihe 1532. Vandenhoeck & Ruprecht, Göttingen, 1988; ISBN 3-525-33541-5
- Das Glaubensbekenntnis. Ausgelegt und verantwortet vor den Fragen der Gegenwart. Gütersloher Taschenbücher Siebenstern 1292. 5. Aufl. Gütersloher Verlagshaus Mohn, Gütersloh, 1990; ISBN 3-579-01292-4
- Systematische Theologie, 3 Bände. Vandenhoeck & Ruprecht, Göttingen, 1988/1991/1993 (zentrales Werk) (engl.: Systematic Theology, 1991ff.)
  - Band 1: 1988; ISBN 3-525-52185-5
  - Band 2: 1991; ISBN 3-525-52187-1
  - Band 3: 1993; ISBN 3-525-52190-1
- Was ist der Mensch? Die Anthropologie der Gegenwart im Lichte der Theologie. Kleine Vandenhoeck-Reihe 1139. 1962, 8. Aufl. Vandenhoeck und Ruprecht, Göttingen, 1995; ISBN 3-525-33187-8
- Anthropologie in theologischer Perspektive, Vandenhoeck & Ruprecht, Göttingen, 1983 (engl.: Anthropology in Theological Perspective, 1985)
- (Hrsg.:) Verbindliches Zeugnis, 3 Bände. 1992, 1995
- Grundlagen der Ethik. Philosophisch-theologische Perspektiven. UTB 2458. 1996. 2., durchges. und erg. Aufl. Vandenhoeck & Ruprecht, Göttingen, 2003; ISBN 3-8252-2458-9 Inhaltsverzeichnis
- Theologie und Philosophie. Ihr Verhältnis im Lichte ihrer gemeinsamen Geschichte. Vandenhoeck & Ruprecht, Göttingen, 1996; ISBN 3-525-56189-X
- Problemgeschichte der neueren evangelischen Theologie in Deutschland. Von Schleiermacher bis zu Barth und Tillich. UTB 1979. Vandenhoeck und Ruprecht, Göttingen, 1997; ISBN 3-8252-1979-8
- [zusammen mit Bernd Jochen Hilberath (Hrsg.): ] Zur Zukunft der Ökumene. Die „Gemeinsame Erklärung zur Rechtfertigungslehre“. Pustet, Regensburg, 1999; ISBN 3-7917-1626-3
- Hintergründe des Streites um die Rechtfertigungslehre in der evangelischen Theologie. Vorgetragen in der Sitzung vom 14. Januar 2000. Sitzungsberichte / Bayerische Akademie der Wissenschaften, Philosophisch-Historische Klasse 2000,3. Verl. der Bayerischen Akad. der Wiss., München, 2000; ISBN 3-7696-1609-X zur Online-Version
- Beiträge zur systematischen Theologie, 3 Bände. Vandenhoeck & Ruprecht, Göttingen, 1999/2000 (mehrbändige Aufsatzsammlung)
  - Band 1: Philosophie, Religion, Offenbarung. 1999; ISBN 3-525-56194-6
  - Band 2: Natur und Mensch – und die Zukunft der Schöpfung. 2000; ISBN 3-525-56193-8
  - Band 3: Kirche und Ökumene. 2000; ISBN 3-525-56197-0
- Freude des Glaubens. Predigten. Claudius, München, 2001; ISBN 3-532-62262-9
- Beiträge zur Ethik. Vandenhoeck & Ruprecht, Göttingen, 2004; ISBN 3-525-56950-5
- Analogie und Offenbarung. Eine kritische Untersuchung zur Geschichte des Analogiebegriffs in der Lehre von der Gotteserkenntnis, Vandenhoeck & Ruprecht, Göttingen, 2007; ISBN 978-3-525-56158-4 (um zwei Kapitel erweiterte Habilitationsschrift)

### Magyarul
- Mi az ember? Korunk antropológiája a teológia fényében; ford. Boros István, Gáspár Csaba László, Váradi Mónika; Egyházfórum, Budapest–Luzern, 1992 (Egyházfórum könyvei)
- Mi az ember? Korunk antropológiája a teológia fényében; ford. Boros István, Gáspár Csaba László, Váradi Mónika, átdolg. Magyar István; Egyházfórum, Budapest, 1998 (Egyházfórum könyvei)
- Rendszeres teológia, 1-2.; ford. Görföl Tibor; Osiris, Budapest, 2005–2006
- Metafizika és istengondolat; ford. Gáspár Csaba László; Akadémiai, Budapest, 2006
- Teológia és filozófia. A két tudomány viszonya és közös története; ford. Gáspár Csaba László, Görföl Tibor; 2. jav. kiad.; L'Harmattan, Budapest, 2009 (Coram Deo)

### Könyvek
- E. F. Tupper: The Theology of Wolfhart Pannenberg. London 1974
- Karl Friedrich Reith: Kritik an der Hermeneutik der 'Ganzheit' (zu W. Pannenberg). In: Karl Friedrich Reith: Mikrologie: Reflexionen zu einer kritischen Theologie. Lang, Frankfurt am Main 1982, ISBN 3-8204-5817-4, S. 53–58.
- Jan Rohls (Hrsg.): Vernunft des Glaubens. Wissenschaftliche Theologie und kirchliche Lehre. Festschrift zum 60. Geburtstag von Wolfhart Pannenberg. Mit einem bibliographischen Anhang. Vandenhoeck & Ruprecht, Göttingen, 1988; ISBN 3-525-58152-1 Inhaltsverzeichnis
- C. E. Braaten, P. Clayton: The Theology of Wolfhart Pannenberg. Augsburg Press, Minneapolis, 1988
- Franz-Josef Overbeck: Der gottbezogene Mensch. Eine systematische Untersuchung zur Bestimmung des Menschen und zur „Selbstverwirklichung“ Gottes in der Anthropologie und Trinitätstheologie Wolfhart Pannenbergs. Aschendorff, Münster 2000 (Münsterische Beiträge zur Theologie; Bd. 59). zugl.: Univ. Diss., Münster (Westfalen), 1999/2000; ISBN 978-3-402-03964-9
- André Kendel: Geschichte, Antizipation und Auferstehung. Theologische und texttheoretische Untersuchung zu W. Pannenbergs Verständnis von Wirklichkeit. Internationale Theologie 8. Lang, Frankfurt a. M., 2001; ISBN 3-631-37898-X
- Klaus Vechtel: Trinität und Zukunft. Zum Verhältnis von Philosophie und Trinitätstheologie im Denken Wolfhart Pannenbergs. Frankfurter theologische Studien 62. Neudr. Knecht, Frankfurt a. M., 2001; ISBN 3-7820-0862-6
- Heinrich Springhorn: Immanenz Gottes und Transzendenz der Welt. Eine Analyse zur systematischen Theologie von Karl Rahner und Wolfhart Pannenberg. Theos 48. Kovač, Hamburg, 2001; ISBN 3-8300-0207-6
- Zbigniew Slaczka: Offenbarung und Heil in den nichtchristlichen Religionen? Eine Untersuchung zu W. Pannenberg, H. R. Schlette und G. Gäde. Europäische Hochschulschriften 23/718. Lang, Frankfurt a. M., 2001; ISBN 3-631-38013-5
- Bettina Kruhöffer: Reflexionen über „das Böse“. Sprachliche Differenzierungen in Auseinandersetzung mit der Theologie Wolfhart Pannenbergs. Studien zur systematischen Theologie und Ethik 31. Lit-Verlag, Münster, Hamburg u. a., 2002; ISBN 3-8258-5936-3
- Jochen Kunath: „Sein beim Anderen“. Der Begriff der Perspektive in der Theologie Wolfhart Pannenbergs. Studien zur systematischen Theologie und Ethik 30. Lit, Münster u. a., 2002; ISBN 3-8258-5868-5
- Christiaan Mostert: God and the Future. Wolfhart Pannenberg's Eschatological Doctrine of God. T. & T. Clark, London u. a., 2002; ISBN 0-567-08821-9
- Giuseppe Accordini: La rivelazione di Dio come storia e come atto. Scenari e codici nella teologia di W. Pannenberg. Quodlibet 11. Glossa, Milano, 2002; ISBN 88-7105-145-9
- Michael Gilbertson: God and History in the Book of Revelation. New Testament Studies in Dialogue with Pannenberg and Moltmann. MSSNTS 124. Univ. Press, Cambridge, 2003; ISBN 0-521-82466-4
- Gunther Wenz: Wolfhart Pannenbergs Systematische Theologie. Ein einführender Bericht. Mit einer Werkbibliographie 1998–2002 und einer Bibliographie ausgewählter Sekundärliteratur zusammengestellt von Miriam Rose. Vandenhoeck & Ruprecht, Göttingen, 2003 (Systematische Theologie Ergänzungsband); ISBN 3-525-56127-X
- Armin Lange: Religion als Weltbemächtigung. Zur Begründung der Theologie durch die Theorie der Religion bei Wolfhart Pannenberg. Beiträge zur evangelischen Theologie 121. Kaiser, Gütersloher Verlagshaus, Gütersloh, 2003; ISBN 3-579-05399-X
- Vasile Cristescu: Die Anthropologie und ihre christologische Begründung bei Wolfhart Pannenberg und Dumitru Staniloae. Internationale Theologie 9. Lang, Frankfurt am Main u. a., 2003; ISBN 3-631-50526-4
- Klaus Koschorke, Jürgen Moltmann, Wolfhart Pannenberg: Wege zu einer trinitarischen Eschatologie. Ansprachen anlässlich des Festaktes zur Feier des 75. Geburtstages von Wolfhart Pannenberg durch die Evangelisch-Theologische Fakultät der Ludwig-Maximilians-Universität (11. Dezember 2003) Utz, München, 2004; ISBN 3-8316-0431-2.
- San Myat Shwe: The Significance of the Resurrection of Jesus for Systematic Theology. A Comparative Study of Karl Barth's and Wolfhart Pannenberg's Understanding of Jesus' Resurrection. Marek, Brno, 2004; ISBN 80-86263-45-2
- Günther Boss: Verlust der Natur. Studien zum theologischen Naturverständnis bei Karl Rahner und Wolfhart Pannenberg. Innsbrucker theologische Studien Band 74, Tyrolia-Verlag, Innsbruck, 2006; ISBN 978-3-7022-2799-9
- Santiago Sanz: El futuro creador del Dios trinitario. Un estudio en la Teología Sistemática de Wolfhart Pannenberg, Edicep, Valencia, 2007; ISBN 978-84-7050-941-4
- Christoph Glimpel: Gottesgedanke und autonome Vernunft. Eine kritisch-konstruktive Auseinandersetzung mit den philosophischen Grundlagen der Theologie Wolfhart Pannenbergs, Göttingen: Vandenhoeck und Ruprecht, 2007; ISBN 3-89971-363-X
- Anja Lebkücher: Theologie der Natur. Wolfhart Pannenbergs Beitrag zum Dialog zwischen Theologie und Naturwissenschaft. Neukirchener Theologie, Neukirchen-Vluyn, 2011; ISBN 978-3-7887-2505-1
- Alejandro Mingo: Amor verdaderamente infinito en mutua autodistinción personal. La Trinidad como futuro en Wolfhart Pannenberg. EDUCC, Córdoba, 2015; ISBN 978-987-626-270-5
- Xavier Gué: La christologie de Wolfhart Pannenberg. De la modernité à la postmodernité. LIT Verlag, Zürich, 2016; ISBN 978-3643907028

### Esszék
- E. F. Tupper: The Theology of Wolfhart Pannenberg. London, 1974
- Karl Friedrich Reith: Kritik an der Hermeneutik der 'Ganzheit' (zu W. Pannenberg). In: Karl Friedrich Reith: Mikrologie: Reflexionen zu einer kritischen Theologie. Lang, Frankfurt am Main, 1982, ISBN 3-8204-5817-4, S. 53–58.
- Jan Rohls (Hrsg.): Vernunft des Glaubens. Wissenschaftliche Theologie und kirchliche Lehre. Festschrift zum 60. Geburtstag von Wolfhart Pannenberg. Mit einem bibliographischen Anhang. Vandenhoeck & Ruprecht, Göttingen, 1988; ISBN 3-525-58152-1 Inhaltsverzeichnis
- C. E. Braaten, P. Clayton: The Theology of Wolfhart Pannenberg. Augsburg Press, Minneapolis, 1988
- Franz-Josef Overbeck: Der gottbezogene Mensch. Eine systematische Untersuchung zur Bestimmung des Menschen und zur „Selbstverwirklichung“ Gottes in der Anthropologie und Trinitätstheologie Wolfhart Pannenbergs. Aschendorff, Münster 2000 (Münsterische Beiträge zur Theologie; Bd. 59). zugl.: Univ. Diss., Münster (Westfalen), 1999/2000; ISBN 978-3-402-03964-9
- André Kendel: Geschichte, Antizipation und Auferstehung. Theologische und texttheoretische Untersuchung zu W. Pannenbergs Verständnis von Wirklichkeit. Internationale Theologie 8. Lang, Frankfurt a. M., 2001; ISBN 3-631-37898-X
- Klaus Vechtel: Trinität und Zukunft. Zum Verhältnis von Philosophie und Trinitätstheologie im Denken Wolfhart Pannenbergs. Frankfurter theologische Studien 62. Neudr. Knecht, Frankfurt a. M., 2001; ISBN 3-7820-0862-6
- Heinrich Springhorn: Immanenz Gottes und Transzendenz der Welt. Eine Analyse zur systematischen Theologie von Karl Rahner und Wolfhart Pannenberg. Theos 48. Kovač, Hamburg, 2001; ISBN 3-8300-0207-6
- Zbigniew Slaczka: Offenbarung und Heil in den nichtchristlichen Religionen? Eine Untersuchung zu W. Pannenberg, H. R. Schlette und G. Gäde. Europäische Hochschulschriften 23/718. Lang, Frankfurt a. M., 2001; ISBN 3-631-38013-5
- Bettina Kruhöffer: Reflexionen über „das Böse“. Sprachliche Differenzierungen in Auseinandersetzung mit der Theologie Wolfhart Pannenbergs. Studien zur systematischen Theologie und Ethik 31. Lit-Verlag, Münster, Hamburg u. a., 2002; ISBN 3-8258-5936-3
- Jochen Kunath: „Sein beim Anderen“. Der Begriff der Perspektive in der Theologie Wolfhart Pannenbergs. Studien zur systematischen Theologie und Ethik 30. Lit, Münster u. a., 2002; ISBN 3-8258-5868-5
- Christiaan Mostert: God and the Future. Wolfhart Pannenberg's Eschatological Doctrine of God. T. & T. Clark, London u. a., 2002; ISBN 0-567-08821-9
- Giuseppe Accordini: La rivelazione di Dio come storia e come atto. Scenari e codici nella teologia di W. Pannenberg. Quodlibet 11. Glossa, Milano, 2002; ISBN 88-7105-145-9
- Michael Gilbertson: God and History in the Book of Revelation. New Testament Studies in Dialogue with Pannenberg and Moltmann. MSSNTS 124. Univ. Press, Cambridge, 2003; ISBN 0-521-82466-4
- Gunther Wenz: Wolfhart Pannenbergs Systematische Theologie. Ein einführender Bericht. Mit einer Werkbibliographie 1998–2002 und einer Bibliographie ausgewählter Sekundärliteratur zusammengestellt von Miriam Rose. Vandenhoeck & Ruprecht, Göttingen, 2003 (Systematische Theologie Ergänzungsband); ISBN 3-525-56127-X
- Armin Lange: Religion als Weltbemächtigung. Zur Begründung der Theologie durch die Theorie der Religion bei Wolfhart Pannenberg. Beiträge zur evangelischen Theologie 121. Kaiser, Gütersloher Verlagshaus, Gütersloh, 2003; ISBN 3-579-05399-X
- Vasile Cristescu: Die Anthropologie und ihre christologische Begründung bei Wolfhart Pannenberg und Dumitru Staniloae. Internationale Theologie 9. Lang, Frankfurt am Main u. a., 2003; ISBN 3-631-50526-4
- Klaus Koschorke, Jürgen Moltmann, Wolfhart Pannenberg: Wege zu einer trinitarischen Eschatologie. Ansprachen anlässlich des Festaktes zur Feier des 75. Geburtstages von Wolfhart Pannenberg durch die Evangelisch-Theologische Fakultät der Ludwig-Maximilians-Universität (11. Dezember 2003) Utz, München, 2004; ISBN 3-8316-0431-2
- San Myat Shwe: The Significance of the Resurrection of Jesus for Systematic Theology. A Comparative Study of Karl Barth's and Wolfhart Pannenberg's Understanding of Jesus' Resurrection. Marek, Brno, 2004; ISBN 80-86263-45-2
- Günther Boss: Verlust der Natur. Studien zum theologischen Naturverständnis bei Karl Rahner und Wolfhart Pannenberg. Innsbrucker theologische Studien Band 74, Tyrolia-Verlag, Innsbruck, 2006; ISBN 978-3-7022-2799-9
- Santiago Sanz: El futuro creador del Dios trinitario. Un estudio en la Teología Sistemática de Wolfhart Pannenberg, Edicep, Valencia, 2007; ISBN 978-84-7050-941-4
- Christoph Glimpel: Gottesgedanke und autonome Vernunft. Eine kritisch-konstruktive Auseinandersetzung mit den philosophischen Grundlagen der Theologie Wolfhart Pannenbergs, Göttingen: Vandenhoeck und Ruprecht, 2007; ISBN 3-89971-363-X
- Anja Lebkücher: Theologie der Natur. Wolfhart Pannenbergs Beitrag zum Dialog zwischen Theologie und Naturwissenschaft. Neukirchener Theologie, Neukirchen-Vluyn, 2011; ISBN 978-3-7887-2505-1
- Alejandro Mingo: Amor verdaderamente infinito en mutua autodistinción personal. La Trinidad como futuro en Wolfhart Pannenberg. EDUCC, Córdoba, 2015; ISBN 978-987-626-270-5
- Xavier Gué: La christologie de Wolfhart Pannenberg. De la modernité à la postmodernité. LIT Verlag, Zürich, 2016; ISBN 978-3643907028